# Ismael (novela)
Ismael (1888) es la primera novela de una serie histórica que escribió Eduardo Acevedo Díaz (1851-1921) y que constituye la epopeya en prosa de un pueblo en lucha por su independencia. En su trilogía, Ismael, Nativa y Grito de gloria, se recogen los episodios más sobresalientes de la vida uruguaya desde el levantamiento criollo contra los españoles hasta la batalla de Sarandí en 1825.

## Resumen
Ismael, escrita en 1888, describe el hombre del campo y las costumbres de la llanura uruguaya, centrando la acción en un huérfano de ascendencia española, que llega a vivir a una estancia donde se desempeñará como peón. Hosco y retraído, pasa el tiempo solo, con la guitarra bajo el brazo. Enamorado de Felisa, hija de los estancieros españoles, habrá de enfrentarse al mayordomo, también español, que pretende a la joven. En la lucha, Ismael hiere a su rival y tiene que lanzarse al monte como matrero, defendiendo allí su vida de los indios, de los yaguaretés y de las partidas del Preboste, en unión con otros fugados. Una rebelión convierte a los fuera de la ley en ciudadanos heroicos por haber luchado contra las autoridades españolas. Cuando Ismael consigue volver a la estancia, sabe por boca del único habitante de la casa, de la muerte de su amada, perseguida por el mayordomo. Bajo las banderas del general José Gervasio Artigas, Ismael encontrará al mayordomo, a quien dará muerte.

## Valoración de la obra
Acevedo Díaz explora en su Ismael el mundo campesino, sus costumbres, sus pasiones, sus diferentes tipos humanos: matreros, zambos, gauchos e indios. La conversión de los fuera de la ley en héroes, al estallar los movimientos independentistas, capitaneados en su mayor parte por caudillos que reclutaron para la causa a matreros y gauchos como elementos de lealtad más segura, por su amor a la tierra y su odio a los españoles asentados, es la idea patriótica que jalona todo el relato. A modo de telón de fondo de la acción, destacan por su vivacidad las estampas coloniales de la capital uruguaya, la descripción de la batalla de Las Piedras, así como los retratos históricos de los caudillos José Gervasio Artigas y Juan Antonio Lavalleja.